# Rudolf Schmid (Rennrodler)
Rudolf Schmid (* 21. März 1951 in Liezen, Steiermark; † 21. Oktober 2014 in Oberwart) war ein österreichischer Rennrodler.
Rudolf Schmid war der jüngere Bruder von Manfred Schmid, der 1968 in Grenoble Einzelolympiasieger im Rennrodeln geworden war. Seine wichtigsten Erfolge errang Rudolf Schmid gemeinsam mit Franz Schachner im Doppelsitzer. Bei den Weltmeisterschaften 1974 in Königssee und 1975 Hammerstrand gewannen sie Bronze, ebenso wie 1976 bei den Olympischen Winterspielen in Innsbruck.
Er starb am 21. Oktober 2014 bei einem Fahrradunfall im Bezirk Oberwart im Burgenland.